# Coelioxys dentigera
Coelioxys dentigera là một loài Hymenoptera trong họ Megachilidae. Loài này được Mocsáry mô tả khoa học năm 1892.